# Lago Dadaj
Il lago Dadaj è un lago della Polonia.